# یوبیل
یوبیل (عبری: יובל یوول) سال پایانی در هفتمین دوره سیکل‌های شمیتا است که بر اساس کتاب مقدس تأثیر مهمی در مالکیت در سرزمین اسرائیل داشت. مشخص نیست که این سال سال ۴۹ بوده است یا سال بعدی آن در سال ۵۰ ام بوده است. یوبیل بیشتر به مالکیت زمین و مالکیت مرتبط است. بر اساس کتاب لاویان اسیران و بردگان آزاد می‌شدند، بدهی‌ها بخشیده می‌شد و بخشش خدا خود را نشان می‌داد.
با اینکه در اسرائیل امروزی قوانین شمیتا رعایت می‌شود، قوانین یوبیل قرنهاست به فراموشی سپرده شده است.
در کتاب مقدس یوبیل معادل شیپور آزادی است و ارتباطی با شوفار در یوم کیپور دارد.